# Парадайз Тауншип (округ Йорк, Пенсільванія)
Парадайз Тауншип (англ. Paradise Township) — селище (англ. township) в США, в окрузі Йорк штату Пенсільванія. Населення — 3969 осіб (2020).

## Демографія
Згідно з переписом 2010 року, у селищі мешкало 3766 осіб у 1403 домогосподарствах у складі 1104 родин. Було 1448 помешкань
Расовий склад населення:
| - 97,5 % — білих - 0,4 % — азіатів - 0,3 % — вихідців з тихоокеанських островів - 0,3 % — чорних або афроамериканців - 0,1 % — корінних американців |

До двох чи більше рас належало 0,9 %. Частка іспаномовних становила 1,9 % від усіх жителів.
За віковим діапазоном населення розподілялося таким чином: 23,0 % — особи молодші 18 років, 63,7 % — особи у віці 18—64 років, 13,3 % — особи у віці 65 років та старші. Медіана віку мешканця становила 42,2 року. На 100 осіб жіночої статі у селищі припадало 103,2 чоловіків;  на 100 жінок у віці від 18 років та старших — 102,5 чоловіків також старших 18 років.
Середній дохід на одне домашнє господарство  становив 76 531 долар США (медіана — 69 777), а середній дохід на одну сім'ю — 82 078 доларів (медіана — 78 243). Медіана доходів становила 50 413 долари для чоловіків та 31 892 долари для жінок. За межею бідності перебувало 7,2 % осіб, у тому числі 9,4 % дітей у віці до 18 років та 11,0 % осіб у віці 65 років та старших.
Цивільне працевлаштоване населення становило 2190 осіб. Основні галузі зайнятості: освіта, охорона здоров'я та соціальна допомога — 27,8 %, виробництво — 20,5 %, роздрібна торгівля — 14,3 %.